# Lechquellengebirge
Lechquellengebirge är en bergskedja i östra Alperna som omsluter övre loppet av floden Lech samt dess källbäckar likt en hästsko.
I motsats till andra bergskedjor i samma region, som till exempel Rätikon eller Vervall, fick Lechquellengebirge sitt namn under nyare tid. Innan betecknades området som Klostertaler Alpen eller räknades till Lechtaler Alpen som ansluter i öst.

## Bergstoppar
Bergskedjans högsta toppar är:

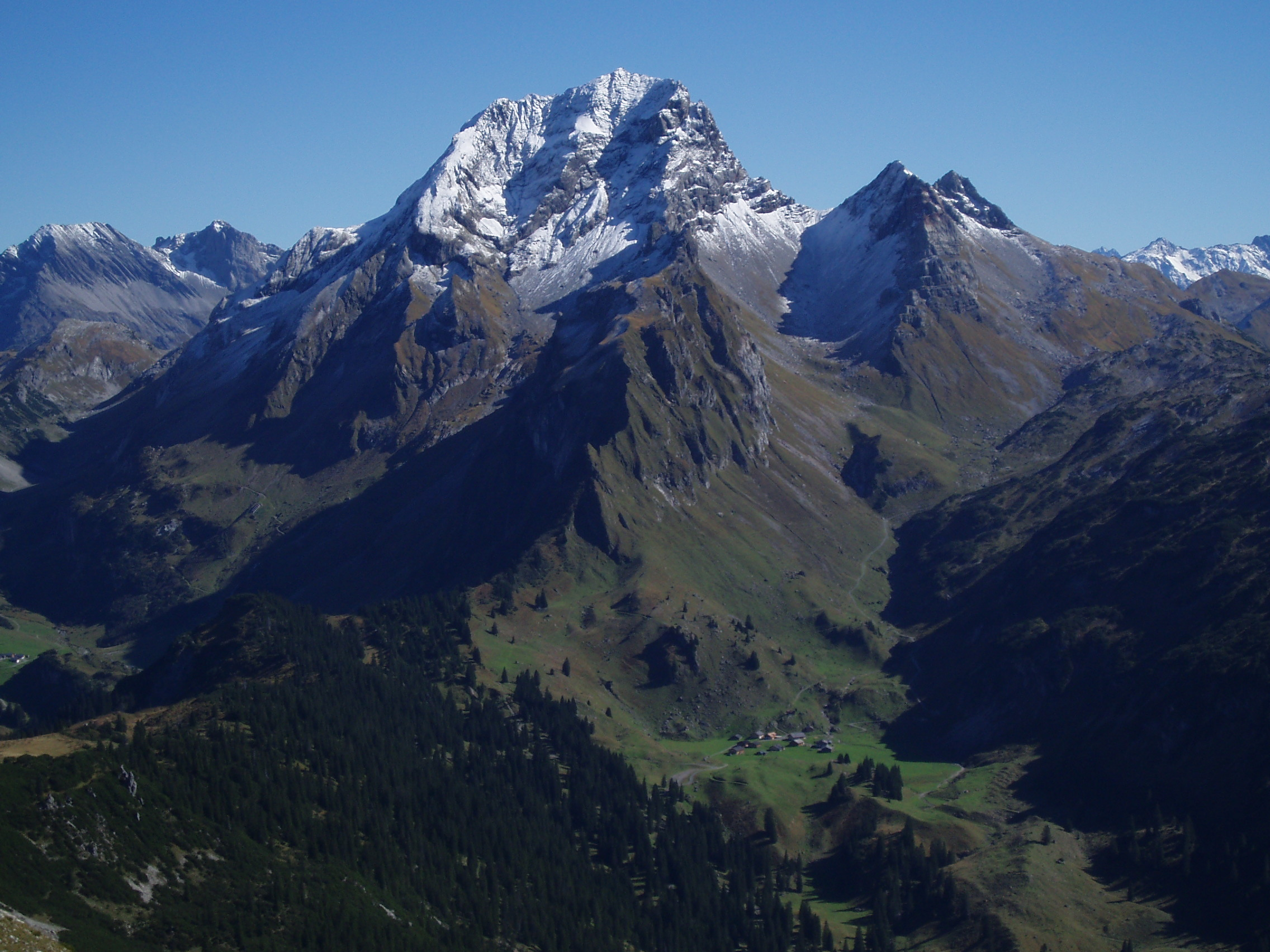
Rote Wand, 2 704 m ö.h.

- Große Wildgrubenspitze, 2753 m ö.h. (här avses Adriatiska havets pegel)
- Rote Wand, 2704 m ö.h.
- Großer Grätlisgrat, 2702 m ö.h.
- Mittlere Wildgrubenspitze, östra topp, 2696 m ö.h.
- Mittlere Wildgrubenspitze, mellersta topp, 2695 m ö.h.
- Rote Wand, östra topp, 2688 m ö.h.
- Nadel, 2685 m ö.h.
- Spuller Schafberg, 2679 m ö.h.
- Roggalspitze, 2672 m ö.h.
- Wasenspitze, 2665 m ö.h.

## Geografi och geologi
Liksom andra bergstrakter i samma region kännetecknas Lechquellengebirge av en stor geologisk mångfald. Den vanligaste bergarten är kalksten som vid flera ställen förekommer i formen karst. Andra bergarter är uppbyggda av dolomit eller märgel.
Sluttningarna mot Rhenfloden och dess bifloder på bergskedjans södra, västra och norra sida är mera branta än sluttningarna mot floden Lech.
Klimatet kännetecknas av kyligt väder som är rikt på nederbörd. Under vintern faller mycket snö som på vissa ställen ligger kvar långt in i sommaren. Däremot saknas glaciärer.
Trädgränsen ligger här vanligen mellan 1 700 och 1 800 meter över havet men enstaka träd kan finnas upp till 1 900 meter. Dominerande trädarter är tall, bergtall (Pinus mugo) och arter av alsläktet som är härdiga mot laviner.
Delar av bergskedjan ingår i biosfärområdet Großes Walsertal.

## Näringsliv
Tidigare var boskapsskötsel den viktigaste sysselsättningen för områdets befolkning. Idag är dessutom turismen en viktig inkomstkälla, särskilt under vintern där flera samhällen presenterar sig som skidorter.

## Kommunikationer
Bergstrakten nås vanligen från öst över Lechflodens dalgång. De flesta vägar i området är betalvägar och vissa är stängda under vintern på grund av lavinfara. Under sommaren finns busstrafik till Lechflodens källor. Dessutom finns under sommaren ett flertal markerade vandringsleder med fjällstugor.
I dalgången söder om bergskedjan går järnvägslinjen Arlbergbahn mellan städerna Bludenz och Innsbruck.